# Riace

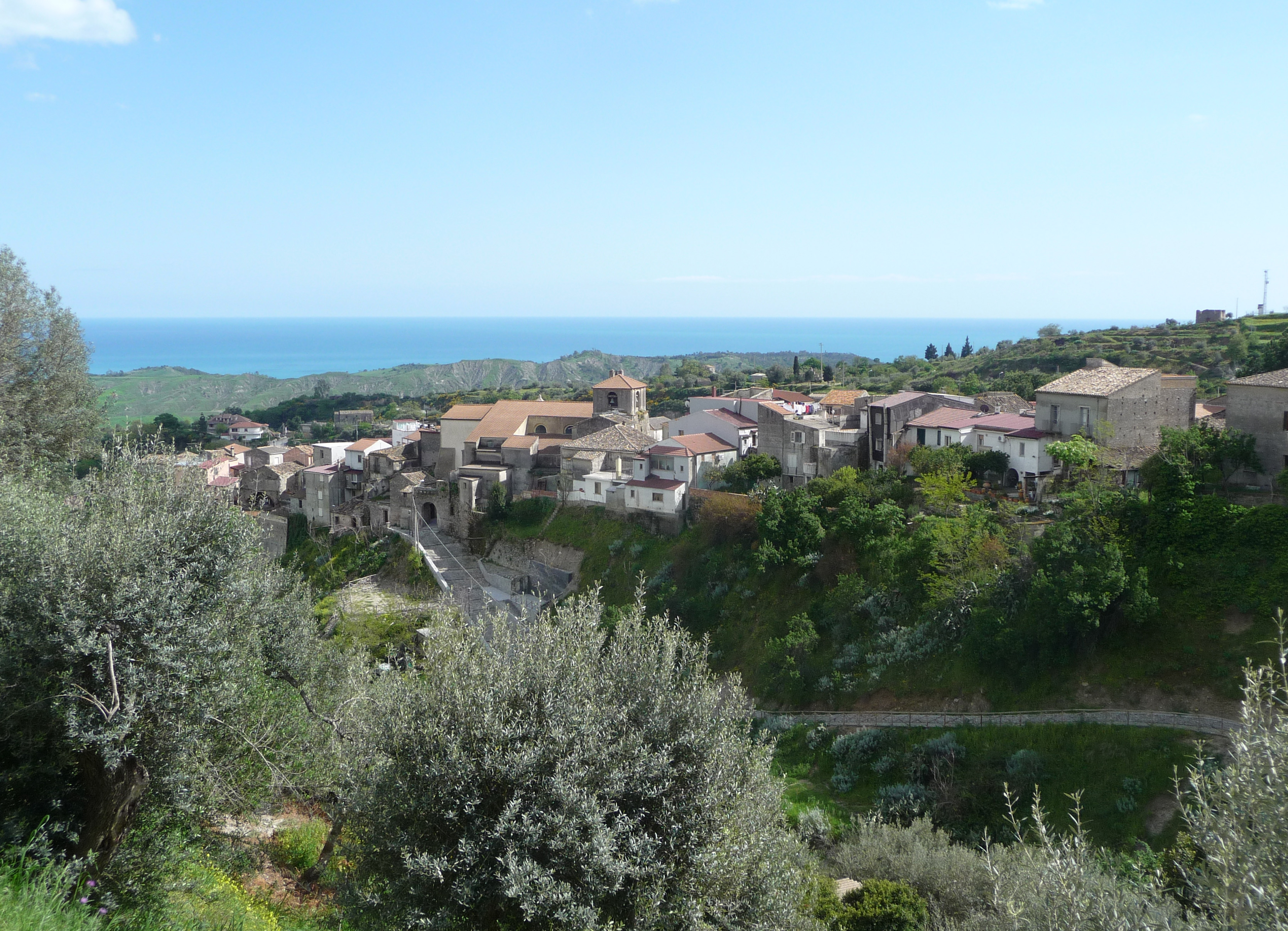
Riace

Riace is een gemeente in de Italiaanse provincie Reggio Calabria (regio Calabrië) en telt 2800 inwoners (december 2015). De oppervlakte bedraagt 16,1 km², de bevolkingsdichtheid is 174 inwoners per km².
Riace kreeg wereldwijde aandacht vanwege de innovatieve behandeling van vluchtelingen in de context van de Europese vluchtelingencrisis. Ongeveer 450 vluchtelingen zijn er gaan wonen, waardoor het dorpje nieuw leven kreeg ingeblazen en werd voorkomen dat de school moest worden gesloten. De burgemeester, Domenico Lucano, werd derde bij de verkiezing van de "Beste burgemeester van de wereld" in 2010. Hij stond nummer 40 in de lijst van grootste wereldleiders van 2016 in het tijdschrift Fortune. In 2018 werd hij gearresteerd en in 2021 tot ruim 13 jaar celstraf veroordeeld wegens ambtsmisbruik, fraude, verduistering en bevorderen van illegale immigratie.

## Demografie
Riace telt ongeveer 665 huishoudens. Het aantal inwoners daalde in de periode 1991-2001 met 5,3% volgens cijfers uit de tienjaarlijkse volkstellingen van ISTAT. Door het vestigen van vluchtelingen steeg het aantal inwoners tot 2.800 (december 2015).
| Jaar | Inwoneraantal |
| ---- | ------------- |
| 1991 | 1694          |
| 2001 | 1605          |
| 2015 | 2800          |

## Geografie
Riace grenst aan de volgende gemeenten: Camini, Stignano.

## Verwijzingen
De Griekse bronzen van Riace
- ‘Ons humane model voor de opvang van migranten wérkt -daarom wilde rechts het kapotmaken’- NRC (15-7-2024, Ine Roox)

Africo · Agnana Calabra · Anoia · Antonimina · Ardore · Bagaladi · Bagnara Calabra · Benestare · Bianco · Bivongi · Bova · Bova Marina · Bovalino · Brancaleone · Bruzzano Zeffirio · Calanna · Camini · Campo Calabro · Candidoni · Canolo · Caraffa del Bianco · Cardeto · Careri · Casignana · Caulonia · Ciminà · Cinquefrondi · Cittanova · Condofuri · Cosoleto · Delianuova · Feroleto della Chiesa · Ferruzzano · Fiumara · Galatro · Gerace · Giffone · Gioia Tauro · Gioiosa Ionica · Grotteria · Laganadi · Laureana di Borrello · Locri · Mammola · Marina di Gioiosa Ionica · Maropati · Martone · Melicucco · Melicuccà · Melito di Porto Salvo · Molochio · Monasterace · Montebello Ionico · Motta San Giovanni · Oppido Mamertina · Palizzi · Palmi · Pazzano · Placanica · Platì · Polistena · Portigliola · Reggio Calabria · Riace · Rizziconi · Roccaforte del Greco · Roccella Ionica · Roghudi · Rosarno · Samo · San Ferdinando · San Giorgio Morgeto · San Giovanni di Gerace · San Lorenzo · San Luca · San Pietro di Caridà · San Procopio · San Roberto · Sant'Agata del Bianco · Sant'Alessio in Aspromonte · Sant'Eufemia d'Aspromonte · Sant'Ilario dello Ionio · Santa Cristina d'Aspromonte · Santo Stefano in Aspromonte · Scido · Scilla · Seminara · Serrata · Siderno · Sinopoli · Staiti · Stignano · Stilo · Taurianova · Terranova Sappo Minulio · Varapodio · Villa San Giovanni